# Karl Sheppard
Karl Sheppard (Dublino, 14 febbraio 1991) è un ex calciatore irlandese, di ruolo attaccante.

## Palmarès

### Club

#### Competizioni nazionali
- Campionato irlandese: 1

Shamrock Rovers: 2011
- Coppa d'Irlanda: 1

Cork City: 2016
- League of Ireland Cup: 1

Shamrock Rovers: 2013
- Supercoppa d'Irlanda: 3

Cork City: 2016, 2017, 2018